# Nils Melzer
Nils Melzer (* 1970 in Zürich) ist ein Schweizer Rechtswissenschaftler, Diplomat sowie Autor. Er war von November 2016 bis März 2022 der vom Menschenrechtsrat der Vereinten Nationen ernannte Sonderberichterstatter über Folter. Seit Juli 2022 ist er Direktor für Völkerrecht, Politik und humanitäre Diplomatie beim Internationalen Komitee vom Roten Kreuz.

## Werdegang und vorherige Funktionen
Melzer studierte Rechtswissenschaften an der Universität Zürich. Er lehrt Humanitäres Völkerrecht an der University of Glasgow und an der Akademie für humanitäres Völkerrecht und Menschenrechte in Genf. Als Autor verfasste er mehrere Werke zum Thema Völkerrecht. Vor Ernennung zum Sonderberichterstatter über Folter war er zwölf Jahre beim Internationalen Komitee vom Roten Kreuz (IKRK) als Delegierter, Vize-Missionschef in verschiedenen Krisengebieten und Rechtsberater tätig. Nach seiner Zeit als Sonderberichterstatter für Folter kehrte er im Juli 2022 zum IKRK zurück.

## Sonderberichterstatter über Folter
Im Dezember 2016 bat Melzer Frankreich, den kasachischen Oppositionsführer Muchtar Äbljasow nicht an Russland auszuliefern, da ihm bei einer Weiterauslieferung nach Kasachstan möglicherweise Folter drohe. Äbljasow lebt seitdem im französischen Exil.

### Befassung mit und Stellungnahmen zu dem Fall Julian Assange
Im Mai 2019 verfasste Melzer in seiner Funktion als UNO-Sonderberichterstatter über Folter einen Bericht über den Politaktivisten Julian Assange, nachdem er diesen in London im Hochsicherheitsgefängnis HM Prison Belmarsh besucht sowie eine der zwei Zeuginnen des schwedischen Strafverfahrens kontaktiert hatte.
In seinem Bericht stellten Melzer und ein Ärzteteam, welches Assange untersucht hatte, fest, dass Assange typische Folgesymptome lang dauernder psychischer Folter (weisse Folter) aufwies.
In der Folge appellierte er an die britische Regierung, Assange nicht an die Vereinigten Staaten oder einen anderen Staat auszuliefern, der keine zuverlässigen Garantien gegen seine Überstellung in die Vereinigten Staaten bietet. In den USA drohen diesem bis zu 175 Jahre Haft wegen mehrfachen Verstosses gegen den Espionage Act von 1917.
Am 27. November 2019 berichtete Melzer in einer öffentlichen Anhörung in den Räumlichkeiten des deutschen Bundestages, er sei am Vorabend zu einer Besprechung ins Auswärtige Amt eingeladen gewesen. Dort wurde ihm jedoch beschieden, «man habe meine Berichte zum Fall Assange nach wie vor nicht gelesen und habe auch keine Zeit dazu».
Am 31. Januar 2020 gab Melzer dem schweizerischen Online-Magazin Republik ein umfangreiches Interview zum Fall Assange, in dem er die von ihm festgestellten und bereits an die zehn Jahre andauernden Rechtsverletzungen, Verfahrensverschleppungen und Verfehlungen der bisher involvierten Staaten Ecuador, Grossbritannien, Schweden und USA zusammenfasste. Seiner Einschätzung nach ging es Schweden und Grossbritannien lediglich darum, dass sie «ihn in die Finger kriegen, um ihn an die USA ausliefern zu können». Rudolf Hermann hält in einem Artikel für die Neue Zürcher Zeitung (NZZ) Melzers These einer politisch motivierten und gezielt verschleppten Ermittlung zu den Vergewaltigungsvorwürfen in Schweden angesichts der zahlreichen von Melzer vorgebrachten Argumente für vertretbar. Der ungewöhnliche Ablauf des Verfahrens und dessen lange Dauer, manipuliertes Beweismaterial, gewisse personelle Verflechtungen und die Verweigerung einer Stellungnahme der schwedischen Regierung sind nach Ansicht der NZZ jedoch nur Indizien und keine stringenten Beweise. Nach Meinung der Rechtswissenschaftlerin Tatjana Hörnle reicht Melzers öffentliche Beweisführung für die gravierenden Vorwürfe nicht aus. Melzer wies diverse Ausführungen von Hörnle zurück.
Die Frau, die Assange vorwarf, sie sexuell bedrängt zu haben und mit der Melzer direkten Kontakt hatte, warf Melzer unter anderem vor, durch seine Definition, wie ein «echtes Vergewaltigungsopfer» sich zu verhalten habe, eine Täter-Opfer-Umkehr zu betreiben, sie in seinem Bericht persönlich zu verleumden und teilweise die Unwahrheit über die Ermittlungen verbreitet zu haben. Melzer veröffentlichte eine Stellungnahme, in der er versucht Missverständnisse aufzuklären, und hofft, dass diese nicht von den eigentlichen Problemen im Fall Assange ablenken.
Nils Melzer fürchtet, durch die Verfolgung Assanges soll für den Journalismus ein abschreckendes Beispiel geschaffen werden. Anstatt die durch ihn aufgedeckten Kriegsverbrechen zu verfolgen, werde er selbst verfolgt. Wir seien in ernsthafter Gefahr, die Pressefreiheit zu verlieren. Journalismus werde zur Spionage erklärt. Die Journalisten Thomas Kirchner und Ronen Steinke befinden in der SZ am 24. Januar 2022, dass Melzer zu weit dabei gehe, sich für Opfer staatlicher Gewalt und besonders für Julian Assange einzusetzen. Den Abdruck einer Gegendarstellung Melzers verweigerte die SZ.

### Kritik an Polizeigewalt auf Demonstrationen der Corona-Massnahmen-Gegner
In seiner Funktion als Sonderberichterstatter für Menschenrechte bat Melzer bereits am 26. August 2021 die deutsche Bundesregierung um Stellungnahme, bezüglich der Vorwürfe, dass es auf Demonstrationen gegen Corona-Massnahmen zu dem Folterverbot widersprechenden Handlungen der Polizeikräfte käme.
Melzer wertete Videomaterial von Demos von Massnahmen-Gegnern aus und fand dort viele Beispiele für überzogene Polizeigewalt. Polizisten würden ohne Notwendigkeit Gewalt einsetzen und umstehende Kollegen würden nicht einschreiten. Melzer wandte sich dabei mit seiner Kritik auch direkt an die Polizeipräsidien. Seiner Auffassung nach unterbleibt eine straf- und disziplinarrechtliche Untersuchung oft. Er sieht eine hohe Diskrepanz zwischen der Ambition «der deutschen Rechtsordnung und deren Umsetzung durch die Behörden». Wenn es zu Verfahren käme, würden diese oft verschleppt, um nach Monaten oder Jahren ohne grossen Aufsehens eingestellt zu werden. Gleichzeitig brüsteten sich die Behörden damit, Demoteilnehmer innerhalb von 24 Stunden zu verurteilen.
Melzer sieht ein totales Systemversagen hinsichtlich der Verfolgung von Polizeigewalt und sieht im breiteren Kontext in der Toleranz dieses Missstandes und ähnlicher Missstände die Rechtsstaatlichkeit in Gefahr.

## Auszeichnungen und Preise
- 2009: Paul Guggenheim Prize in International Law für  Targeted Killing in International Law

## Publikationen
- 2008: Targeted Killing in International Law, Oxford University Press
- 2009: Interpretive Guidance on the Notion of Direct Participation in Hostilities under International Humanitarian Law, Genf: ICRC
- 2011: Cyberwarfare and International Law, Genf: UNIDIR
- 2012: Humanitäres Völkerrecht – Eine Einführung, gemeinsam mit Hans-Peter Gasser, 2. Ausgabe (Zürich: Schulthess, 2012).
- 2013: Tallinn Manual on the International Law Applicable to Cyber Warfare, gemeinsam mit Michael N. Schmitt, Cambridge: University Press
- 2016: International Humanitarian Law – a Comprehensive Introduction, Genf: ICRC
- 2021: Der Fall Julian Assange – Geschichte einer Verfolgung. Piper Verlag, ISBN 978-3-492-07076-8.

## Fussnoten
1. ↑  Nils Melzer, practitioner, author. Prabook, abgerufen am 4. Februar 2020 (englisch)
2. ↑  UN-Jurist Nils Melzer: Der Mann, der in Assange ein Folteropfer sieht. In: Süddeutsche Zeitung. 6. Februar 2020
3. ↑  Originale Bezeichnung: Rapporteur on Torture and other Cruel, Inhuman or Degrading Treatment or Punishment
4. ↑  Special Rapporteur: Nils Melzer. Büro des Hohen Kommissars für Menschenrechte, abgerufen am 4. Februar 2020 (englisch).
5. 1 2  Nils Melzer bewirbt sich als UNO-Menschenrechtskommissar. In: Aargauer Zeitung. 25. Juli 2018, abgerufen am 2. Juli 2019.
6. ↑  Professor Nils Melzer, Professor in International Law. Vorstellung bei der Universität Glasgow, abgerufen am 4. Februar 2020 (englisch).
7. ↑  Unverhältnismäßig brutal UN-Experte sieht Systemversagen bei Polizeigewalt in Deutschland. 21. April 2022, abgerufen am 29. April 2022.
8. ↑  UN Rapporteur Urges France Not To Extradite Kazakh Dissident Tycoon To Russia. Radio Free Europe, 8. Dezember 2016 (englisch),
9. ↑  «Fall zeigt ernsthafte Missstände in westlichen Demokratien», Radiogespräch SRF.ch in Schweizerdeutsch, 24. Februar 2020 (bei 8:16)
10. ↑  UN expert says «collective persecution» of Julian Assange must end now. Büro des Hohen Kommissars für Menschenrechte, 31. Mai 2019 (englisch).
11. ↑  Neue Anklage in den USA: Julian Assange drohen bis zu 175 Jahre Haft. In: Spiegel Online. 23. Mai 2019, abgerufen am 24. Mai 2019.
12. ↑  Nils Melzer: Staatenverantwortlichkeit für die Folterung von Julian Assange. Ansprache im Deutschen Bundestag. In: Medium. 27. November 2019, abgerufen am 3. Februar 2020.
13. ↑  Daniel Ryser und Yves Bachmann: «Vor unseren Augen kreiert sich ein mörderisches System». Interview mit Nils Melzer. In: Republik. 31. Januar 2020, abgerufen am 3. Februar 2020.
14. ↑  War das Verfahren in Schweden politisch motiviert? In: Frankfurter Rundschau. 5. Februar 2020, abgerufen am 17. Februar 2020.
15. ↑  Schwedens Assange-Untersuchung ist kein Ruhmesblatt für das nordische Land. In: NZZ, 4. Februar 2020.
16. ↑  Tatjana Hörnle: Julian Assange ist ein wenig glaubwürdiges Opfer einer grossen Verschwörung. NZZ, 20. Februar 2020.
17. ↑  Nils Melzer: Replik: Eine wenig glaubwürdige Kritik zum Fall Assange. In: Neue Zürcher Zeitung. (nzz.ch [abgerufen am 27. Februar 2020]).
18. ↑  Mutmaßliches Assange-Opfer kritisiert Uno-Folterexperten, Spiegel.de, 6. März 2020
19. ↑  Nils Melzer: Dismantling the Swedish ‘Rape’-Narrative against Julian Assange. 8. Juli 2019, abgerufen am 22. August 2021 (englisch).
20. ↑  Pressefreiheit in Gefahr: Retten wir Julian Assange, auf: taz.de. Abgerufen am 2020-05-16.
21. ↑  Die fragwürdigen Methoden des Nils Melzer
22. ↑  UN-Vertreter kritisiert Süddeutsche Zeitung: «Fragwürdige Methoden»
23. ↑  Harald Neuber: Polizeigewalt auf Corona-Demos: Bundesregierung nimmt gegenüber UNO bis Ende Oktober Stellung. Telepolis, 21. Oktober 2021, abgerufen am 1. Juli 2022.
24. ↑  
Benjamin Stibi: Polizeigewalt auf Corona-Demos. "Andernfalls ist man bloß eine Schönwetter-Demokratie". In: Die Welt. Axel Springer SE, 19. April 2022, abgerufen am 1. Juli 2022.

| Personendaten    | Personendaten                                   |
| ---------------- | ----------------------------------------------- |
| NAME             | Melzer, Nils                                    |
| KURZBESCHREIBUNG | schweizerischer Rechtswissenschaftler und Autor |
| GEBURTSDATUM     | 1970                                            |
| GEBURTSORT       | Zürich                                          |